# Токсодон
Токсодон (Toxodon) — рід викопних південноамериканських копитних ссавців, що мешкав в період з пізнього Пліоцену до пізнього Плейстоцену, приблизно 2,6 млн. — 16,5 тис. років тому, ймовірно на час існування представники роду були найзвичайнішими копитними ссавцями континенту. Одним з перших тварину описав Чарлз Дарвін під час навколосвітньої подорожі, заплативши уругвайському фермеру 18 пенсів за череп T. platensis.
Токсодони були найбільшими представниками ряду Нотоунгулятів, за розмірами вони відповідали сучасним носорогам.

## Еволюційна історія
Через довгу ізоляцію Південної Америки в третинному періоді, нотоунгуляти змогли, як і багато інших південноамериканських груп ссавців безперешкодно розвиватися і зайняти численні екологічні ніші. В цілому, виникло 13 родин та понад 100 родів. Однак, як й інші південноамериканські ендеміки, більшість нотоунгулятів вимерло після появи сухопутного сполучення між Південною та Північною Америкою у пізньому пліоцені. Вони не змогли конкурувати з північноамериканськими видами-іммігрантами. Як один з небагатьох родів, конкурентоспроможними показали себе токсодони, переживши фаунообмін обох американських континентів. Цей рід вимер за кілька мільйонів років, вже в кінці плейстоцену, а разом з ним зник і весь ряд нотоунгулятів.